# Stelis cuspidata
Stelis cuspidata är en orkidéart som beskrevs av Oakes Ames. Stelis cuspidata ingår i släktet Stelis och familjen orkidéer. Inga underarter finns listade i Catalogue of Life.